# Felsőszentiván
Felsőszentiván é um município da Hungria, situado no condado de Bács-Kiskun. Tem 53,54 km² de área e sua população em 2015 foi estimada em 1.759 habitantes.